# Новоромановские скалы
Новоромановские скалы — живописная группа скал с петроглифами на берегу реки Томь в Кемеровской области напротив с. Новороманово. 

## Описание группы скал
Протяженность группы Новоромановских скал вместе с Висячим камнем составляет 6 км. Высота скал до 30 метров над рекой. Утёсы, гроты, каменные пляжи, щеточки скал простираются в меридиональном направлении.

## Новоромановская писаница
У подножия Новоромановских скал в устье речки Долгая обнаружены две группы наскальных рисунков, входящих совместно с Тутальскими скалами в единую культурно-историческую достопримечательность Томской писаницы:
- В устье речки Долгой, 30 метров выше по реке Томь, на береговой террасе
- Висячий камень, 1 км ниже по течению реки Томь, на верхних карнизах скал

В устье речки Долгой, впадающей в Томь обнаружена древняя стоянка людей. Эти несколько групп наскальных рисунков составляют музей культурного наследия под открытым местом, являются местом туристского обслуживания групп.
В пойменных зарослях травы под скалами водятся ядовитые змеи — гадюки.

## Туризм
Прохождение берегом скал представляет из себя протяженное спортивное туристское препятствие, резко усложняющее туристский маршрут от музея-заповедника «Томская писаница» до Томска. В некоторых местах требуется страховка участников групп, разведка дна (в сезоны с высоким уровнем воды в реке). При прохождении по берегу прижимов необходимо владение простой скалолазной техникой.
Туристская стоянка у Новоромановских скал оборудуется туристскими группами непосредственно в устье речки на левом берегу на первой и второй береговой террасе. Со стоянки удобно осматривать береговые наскальные рисунки.